# Juan Antonio Cebrián
Juan Antonio Cebrián Zúñiga (Albacete el 30 de novembre de 1965 – Madrid, 20 d'octubre de 2007) fou un periodista, escriptor i locutor de ràdio espanyol. La seva obra literària i els programes de ràdio realitzats, especialment Turno de Noche i La Rosa de los Vientos, varen ser la seva principal font d'èxit i reconeixement.